# Crosbie Castle
Crosbie Castle ist eine Ruine eines Tower House in der Nähe von Troon in der schottischen Council Area South Ayrshire. Auf dem Anwesen lebte die Familie Fullarton mehrere Jahrhunderte lang. Die Ländereien gehörten zum Baronat Corsbie Fullartoune. Die Ruinen von Crosbie Castle dienten nach der Errichtung des Landhauses Fullarton House als Eishaus. Vorliegendes Bauwerk ist nicht zu verwechseln mit dem gleichnamigen Tower House in West Kilbride in North Ayrshire.

## Geschichte
König Robert II. verlehnte 1344 das Anwesen Crosbie an die Fullartons. Die Burg wurde im 16. Jahrhundert errichtet. Im 18. Jahrhundert war die alte Burg bereits teilweise abgerissen und in ein Eishaus für Fullarton House umgewandelt; ein Taubenhaus stand in der Nähe. 1969 wurde ein Teil des Eishauses abgerissen, um es sicher zu machen, und das Taubenhaus wurde dem Erdboden gleichgemacht. Das Anwesen war als Crosby Place bekannt und wurde später zu Fullarton House, kurz bevor das neue Haus gleichen Namens es ersetzte.

## Beschreibung
Die Burg wurde mindestens dreimal umgebaut; sie folgte der in ganz Ayrshire üblichen, quadratischen Form. Die heutigen Ruinen sind größtenteils Überbleibsel des Kerkers der alten Burg. Als die Lairds die Macht über Leben und Tod hatten, saßen Kriminelle dort ein, bevor sie im Baronatsgericht verurteilt wurden. Viele der Bausteine von Crosbie Castle wurden zum Bau des ersten Fullarton House verwendet. Durch den alten Burgkerker fließt ein unterirdischer Bach, was ihn ideal für die Nutzung als Kaltlager oder Eishaus machte.
Close sieht in dieser Burg Ähnlichkeiten mit Monkcastle bei Dalry.

## Galeriebilder

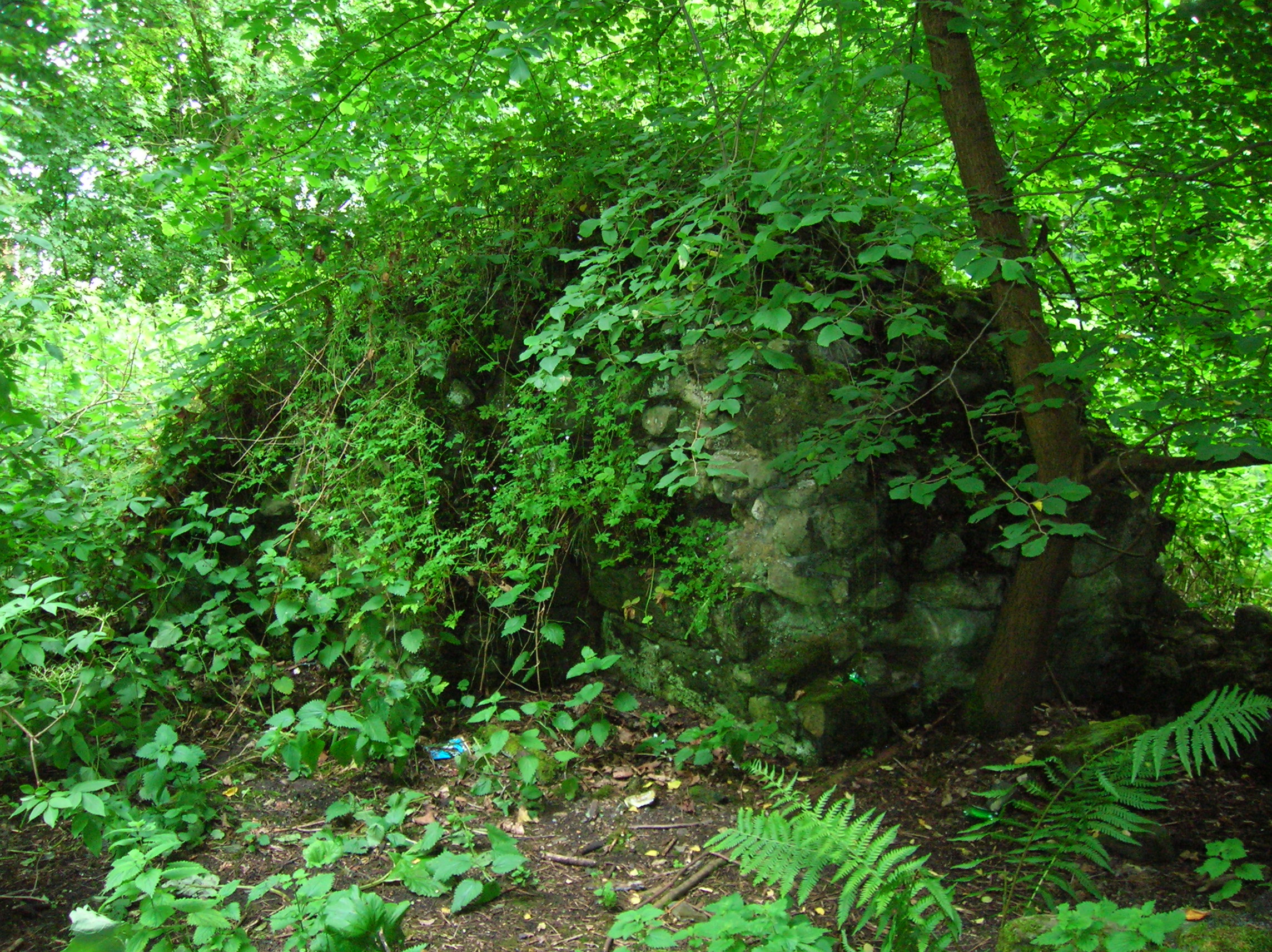
Eine Mauerecke des alten Tower House
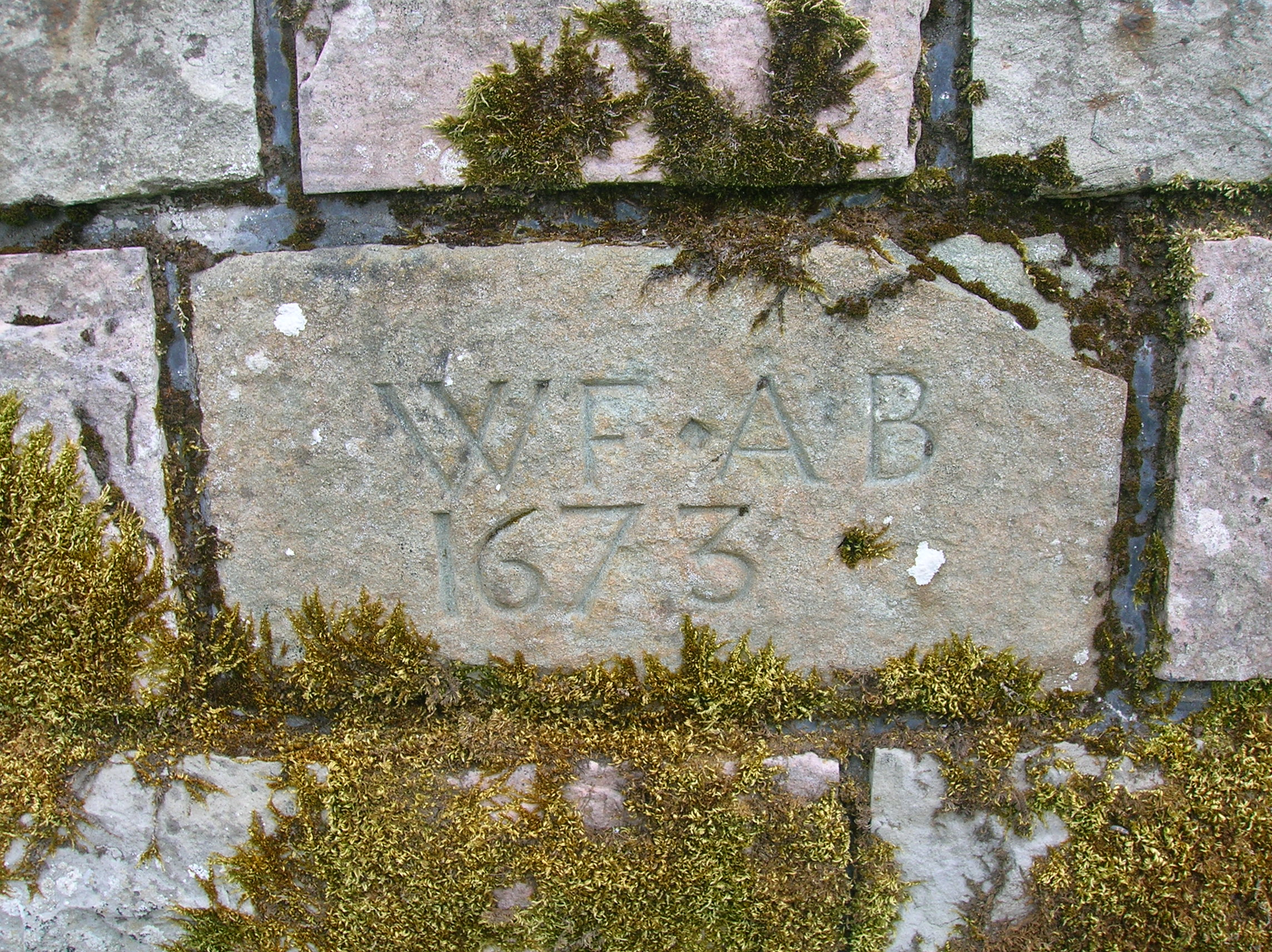
Hochzeitsstein von William Fullarton und Anne Brisbane
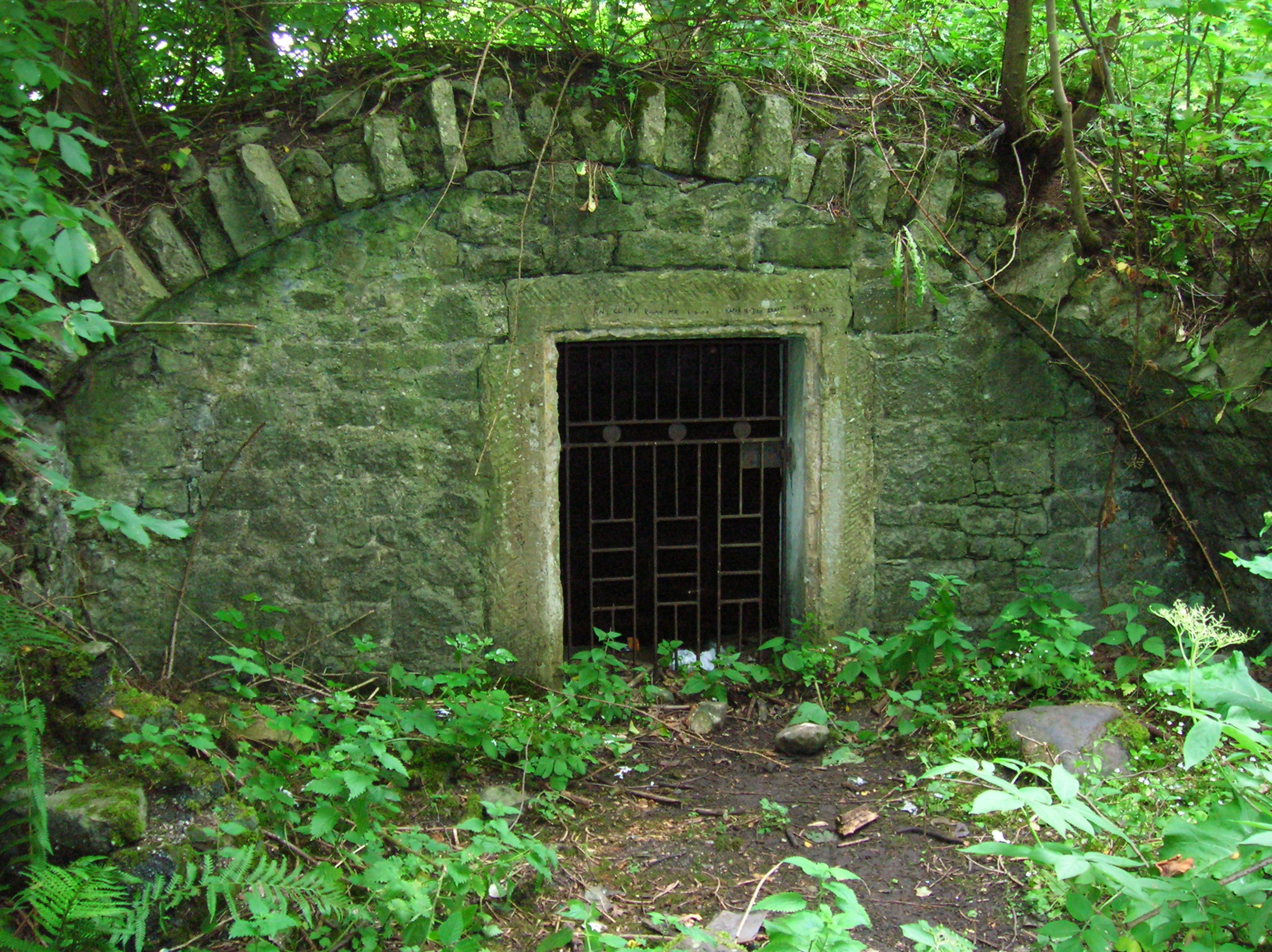
Das alte Eishaus in den Ruinen von Crosbie Castle
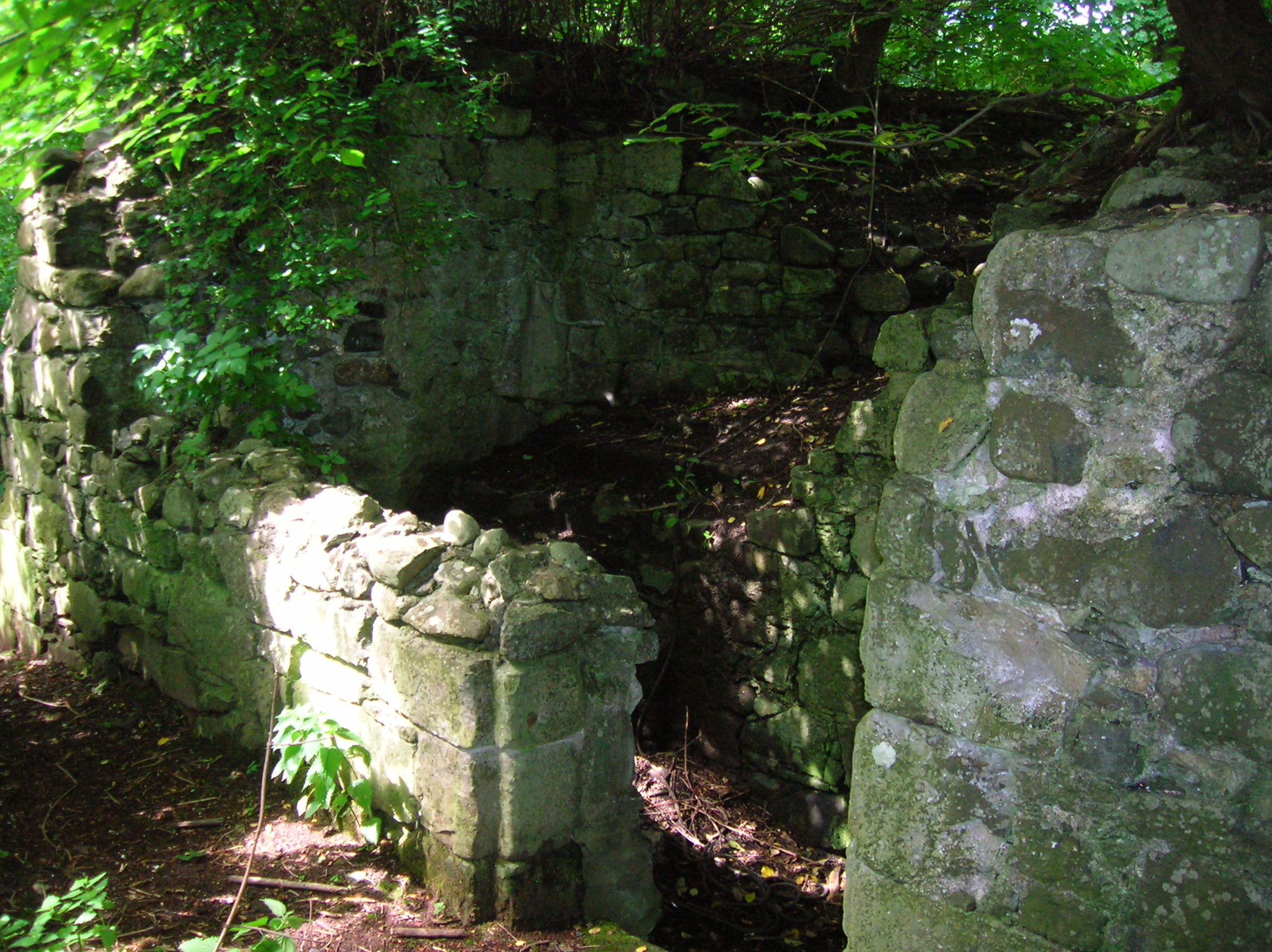
Der alte Eingang mit Wendeltreppe